# Félix Danjou
Jean Louis Félix Danjou, född 21 juni 1812, död 4 mars 1866, var en fransk organist, musikforskare och politisk journalist.
Danjou var en av de första franska ivrarna för en reformering av den romersk-katolska kyrkomusiken i sin De l'état et de l'avenir du chant ecclésiastique (1844). Han kom därigenom in på koralhistoriska spörsmål, något som han avhandlade i sin tidskrift Revue de la musique religieuse, populaire et classique (1845-49), liksom på forskningar efter medeltida koralhandskrifter. Danjou arbetade även på att förbättra de franska orglarna. Uttröttad av hårt motstånd, uppgav han 1849 sina reformplaner och verkade senare som politisk journalist i Montpellier.